# Ядерна енергетика Ірландії
Єдиний ринок електроенергії, що охоплює весь острів Ірландія, не виробляє і ніколи не виробляв електроенергію на атомних електростанціях. Виробництво електроенергії для ірландської національної мережі (Eirgrid) шляхом ядерного поділу заборонено в Республіці Ірландія Законом про регулювання електроенергетики 1999 року (розділ 18). Виконання цього закону можливе лише в межах Ірландії, і він не забороняє споживання. Починаючи з 2001 року в Північній Ірландії та 2012 року в Республіці, енергомережа все більше з'єднується з сусідньою електричною мережею Сполученого Королівства, і тому Ірландія зараз частково живиться від закордонних ядерних станцій ядерного ділення.
Опитування «Євробарометра» у 2007 році показало, що 27 відсотків громадян Ірландії виступають за «розширене використання» ядерної енергії.
Станом на 2014 рік атомна станція IV покоління була передбачена в конкуренції з об'єктом спалювання біомаси, щоб замінити єдине найбільше джерело парникових газів в Ірландії, вугільну електростанцію Moneypoint, коли вона буде виведена з експлуатації, бл. 2025 року.
У 2015 році було засновано Національний енергетичний форум, щоб ухвалити рішення про суміші генерацій, які будуть розгорнуті в Республіці Ірландія, до 2030 р. Цей форум ще не узгоджено (жовтень 2016 р.).